# Lúcio Canínio Galo (cônsul em 2 a.C.)
Lúcio Canínio Galo (em latim: Lucius Caninius Gallus) foi um senador romano da gente plebeia Canínia nomeado cônsul sufecto em julho de 2 a.C. no lugar de Marco Pláucio Silvano. Originário de Túsculo, Galo era filho ou neto de Lúcio Canínio Galo, cônsul em 37 a.C. (segundo Ronald Syme, a stemma (genealogia) fornecida por uma inscrição comemorando sua filha Canínia Gala sugere fortemente que ele era filho dele).

## Carreira
Galo foi triúnviro monetário em 12 a.C. e especula-se que ele tenha sido edil em Túsculo em algum momento. Em 2 a.C., Galo foi nomeado cônsul sufecto no lugar de Pláucio Silvano e, por um tempo, teve o imperador Augusto como colega até ele próprio nomear Caio Fúfio Gêmino para o seu lugar por volta de setembro. 
É possível que Galo tenha sido procônsul da África entre 9 e 10 d.C.. Já no reinado de Tibério, Galo foi presidente dos "curatores alvei Tiberis et riparum et cloacarum urbis", os responsáveis pela manutenção das margens do Tibre em Roma e pelo esgoto da cidade.
Galo foi também membro do colégio dos quindecênviros dos fatos sagrados. Em 32 ele pediu ao Senado que votasse uma resolução incluindo uma nova coleção de oráculos à coleção oficial dos Livros Sibilinos. Apesar do Senado ter concordado, Tibério admoestou Galo por ter sido apressado e por não ter seguido os procedimentos religiosos corretos; depois disto o assunto foi deferido para decisão do colégio completo dos quindecênviros.
Finalmente, Galo também era membro dos Irmãos arvais e se tornou magister do colégio por volta de 36